# Oberonia balakrishnanii
Oberonia balakrishnanii là một loài thực vật có hoa trong họ Lan. Loài này được R.Ansari mô tả khoa học đầu tiên năm 1990.